# حمله به کنسولگری ایران در بصره
حمله به کنسولگری ایران در بصره در روز جمعه ۱۶ شهریور روی داد. افرادی در جریان چند روز تظاهرات عراقی‌ها به اوضاع معیشتی در استان بصره به کنسولگری ایران حمله کرده و ان را در آتش سوزاندند. کارکنان سفارت پیش از واقعه ان را ترک کرده بودند. هماهنگ‌کنندگان اعتراضات بصره این اقدام را محکوم کرده و گفتند که در واکنش به این رویداد اعتراضات را در روز شنبه تعطیل می‌کنند. حیدر العبادی نخست‌وزیر عراق واستار برخورد با مسئولان شهر بصره برای اهمال در انجام وظایف خود شد.ایران در ساعات پایانی جمعه شب سفیر عراق را احضار و مراتب اعتراض ایران را ابلاغ کرد.
پس از بازگشایی سفارت عده ای از جوانان عراقی در محل کنسولگری ایران حضور یافته و برای اعلام همبستگی با ایران به اب و جارو کردن و تمیز کردن ساختمان جدید کنسولگری پرداختند.

## عوامل حمله
وبگاه عراقی nahrainnet نوشت که عاملان حمله به کنسولگری ایران در بصره باقیمانده‌های حزب بعث عراق و حامیان محمود صرخی و پیروان فرقه احمد الحسن بوده‌اند.
برخی رسانه‌های ایرانی نیز معتقدند که آمریکا پشت پرده از حمله به کنسولگری ایران در بصره حمایت می‌کند. آمریکا نیز دارای کنسولگری در بصره است.
قیس خزعلی دبیرکل عصائب «اهل الحق» عراق که دفاتر این گروه نیز در روزهای قبل از ان مورد حمله قرار گرفته بود گفت: «اگر اعتراضات به کمبود آب است همه می‌دانند که وزیر آبرسانی کابینه از جریان صدر و نفر اول دولت هم حیدر العبادی است، پس چرا دفاتر جریان صدر و دفاتر نخست‌وزیر به آتش کشیده نشد؟»
علی موجانی نیز معتقد است که «برخلاف نگرش رسانه‌ای که داعش، بعثی‌ها، العبادی، السرایا، الیمانی و … را عوامل داخلی و عربستان و آمریکا یا فلان و فلان را ادله خارجی این رویداد می‌شمارند، باید به نشانه‌های اجتماعی مهمی که مجال بهره‌مندی برای این فرصت‌طلبان داخلی یا اجانب را فراهم ساختند، توجه نشان داد. این نشانه‌ها چیست؟»

## واکنش‌ها
عراق احمد محجوب سخنگوی رسمی وزارت خارجه عراق تأکید کرده‌است در حالی که مطالبات تظاهرات کنندگان در استان بصره را درک می‌کنیم، در عین حال از حمله برخی معترضان به ساختمان کنسولگری ایران در بصره به شدت ابراز تاسف می‌کنیم، این اقدام رضایت بخش نیست و با وظیفه میزبانی ملی از نمایندگی‌های دیپلماتیک همخوانی ندارد.

## بازگشایی کنسولگری ایران
کمتر از ۱ هفته بعد کنسولگری ایران در بصره در ساختمانی جدید افتتاح شد.